# 버스 경합
버스 경합(bus contention)은 버스에 있는 둘 이상의 장치가 동시에 버스에 값을 배치하려고 시도하는 컴퓨터 설계에서 바람직하지 않은 상태이다.
버스 경합은 모든 통신 장치가 하나의 공유 채널을 통해 직접 통신할 때 발생하는 통신 경합의 일종으로, 통신 장치가 Point-to-Point 연결을 통해 간접적으로 통신할 때 라우터나 브리지를 통해 발생하는 "네트워크 경합"과 대조된다.
버스 경합은 잘못된 작동, 과도한 전력 소비, 그리고 비정상적인 경우 MOSFET을 태우는 등의 일과 같은 하드웨어의 영구적인 손상을 초래할 수 있다.

## 같이 보기
- 병렬 통신
- 직렬 통신